# Beleg van Fukashi
Het Beleg van Fukashi was een slag tijdens de Japanse Sengoku-periode. Het beleg vond plaats in 1549 en was een van de stappen van Takeda Shingen om zijn macht in de provincie Shinano te vergroten. Kasteel Fukashi was een van de vele kleinere forten van Ogasawara Nagatoki. Het beleg eindigde in een inname van het kasteel door Takeda Shingen.
Nadat Takeda het kasteel had veroverd vertrouwde hij het beheer ervan toe aan Baba Nobuharu. Later werd kasteel Matsumoto gebouwd op deze locatie.